# Utricularia tortilis
Utricularia tortilis este o specie de plante carnivore din genul Utricularia, familia Lentibulariaceae, ordinul Lamiales, descrisă de Friedrich Welwitsch și Oliver. Conform Catalogue of Life specia Utricularia tortilis nu are subspecii cunoscute.